# Mina Tanaka
Mina Tanaka (田中 美南, Tanaka Mina, nacida el 28 de abril de 1994) es una futbolista japonesa que juega como delantera en el Bayer Leverkusen (cedido por el INAC Kobe Leonessa ) y en la selección de Japón .
Tanaka jugó 39 veces y marcó 15 goles para la selección femenina de fútbol de Japón. Tanaka fue elegida para integrar la selección nacional de Japón para los Copa Asiática femenina de la AFC de 2018.

## Trayectoria

### Clubes
| Club                      | País     | Año         |
| ------------------------- | -------- | ----------- |
| Nippon TV Beleza          | Japón    | 2011 - 2020 |
| INAC Kobe Leonessa        | Japón    | 2020 - 2024 |
| Bayer Leverkusen (cedida) | Alemania | 2021        |

### Selección nacional
| Selección | País  | Año    |
| --------- | ----- | ------ |
| Absoluta  | Japón | 2013 - |

## Estadística de equipo nacional
| Selección femenina de fútbol de Japón | Selección femenina de fútbol de Japón | Selección femenina de fútbol de Japón |
| Año                                   | Partidos                              | Goles                                 |
| ------------------------------------- | ------------------------------------- | ------------------------------------- |
| 2013                                  | 4                                     | 1                                     |
| 2014                                  | 0                                     | 0                                     |
| 2015                                  | 2                                     | 0                                     |
| 2016                                  | 0                                     | 0                                     |
| 2017                                  | 14                                    | 5                                     |
| 2018                                  | 15                                    | 8                                     |
| 2019                                  | 4                                     | 2                                     |
| Total                                 | 39                                    | 15                                    |